# Dragon's Lair
Dragon's Lair é um dos primeiros jogos eletrônicos em LaserDisc, lançado em junho de 1983, publicado pela Cinematronics. Trata-se duma animação interativa, cujo designer era Don Bluth, um ex-animador da Disney. A maioria dos outros jogos da época eram representados por sprites que consiste em umas séries de bitmaps animados em sucessão. Porém devido as limitações de hardware da época, os artistas eram muito restringidos nos detalhes, na resolução, no framerate, etc. O Dragon's Lair superou essas limitações com o grande potencial de armazenamento do LaserDisc que livrou completamente os artistas, mas impôs outras limitações na jogabilidade. O jogo apresentava as aventuras de um cavaleiro chamado Dirk o destemido numa missão de resgate a princesa Daphne. Cada etapa era dividida em cenas de desenho animado que devia ser engajada com seleções de comando. Se a seleção era correta, a cena e a história se desenrolavam. Se a seleção era errada, mostrava uma cena de Dirk morrendo ou sofrendo algum destino ruim de forma apropriada. Tal engenho foi posteriormente usado em outros jogos como Space Ace e Time Gal.

## Desenho animado
O jogo fez tanto sucesso que inspirou um desenho animado feito pela Ruby-Spears que no Brasil foi batizado de "Os invencíveis dragões". No desenho, o dragão, que não tinha nome no jogo, foi batizado como "Singe", e o cabelo da Princesa Daphne se tornou castanho em vez de loiro. Assim como no jogo, o desenho apresentava possíveis efeitos das ações de Dick (mas sem participação do público). Por exemplo: "Se Dick escolhesse subir pela corda, ela seria cortada pelos Gidguns, e ele se esborracharia no fosso" (mostra a cena descrita). "Mas ele escolhe derrubar uma estátua, que o permite chegar até o outro lado com segurança" (mostra a cena descrita, e o desenho continua).

## Ligações Externas
- Dragon's Lair Project (Projeto Dragon's Lair)